# Chom
Chom – (1344 m n.p.m.) szczyt w najbardziej na północny zachód wysuniętym fragmencie Gorganów, które są częścią Beskidów Wschodnich.